# Saison 5 de Sur écoute
Chronologie
Saison 4
Cet article présente le guide de la cinquième saison de la série Sur écoute (The Wire).

## Épisodes

### Épisode 1:Un vent de révolte
- États-Unis : 6 janvier 2008 sur HBO

Près d'un an s'est écoulé depuis la découverte des corps dans les maisons abandonnées et le début du règne de Thomas Carcetti à la mairie de Baltimore. Malheureusement, le nouveau maire exige de nombreuses restrictions budgétaires dans les différents services municipaux (dont la police) afin de redresser le déficit de l'éducation. C'est dans ce contexte que les policiers ne sont provisoirement plus payés en salaire et en heure supplémentaire, en plus d'autres restrictions. De plus, l'enquête sur le clan de Marlo Stanfield n'avance pas. Finalement, la mairie suspend l'unité anti-crime, ce qui déçoit le colonel Daniels à qui le maire lui avait fait une promesse. Toutefois, Freamon et Sydnor vont travailler pour le procureur principal sur le sénateur escroc Clay Davis. Pendant ce temps, McNulty et Greggs font leur grand retour à la brigade criminelle.
Pendant ce temps, Bubbles, désormais désintoxiqué, doit sortir de la cave de chez sa soeur et dormir ailleurs. Carver a pris le commandement du District Ouest, mais a du mal à tenir ses troupes en raison des restrictions budgétaires. Herc travaille désormais en tant que détective privé pour l'avocat Maurice Levy qui défend Marlo Stanfield. Marlo, toujours surveillé, commence à manigancer un projet contre Proposition Joe et demande à Chris d'aller chercher la photo de l'ancien homme de main du Grec, Serge, emprisonné depuis la fin de la saison 2.

### Épisode 2:Petits arrangements avec la réalité
- États-Unis : 13 janvier 2008 sur HBO

### Épisode 3:Révélations officieuses
- États-Unis : 20 janvier 2008 sur HBO

### Épisode 4:Les temps changent
- États-Unis : 27 janvier 2008 sur HBO

### Épisode 5:L'opinion de la rue
- États-Unis : 3 février 2008 sur HBO

### Épisode 6:Faux semblants
- États-Unis : 10 février 2008 sur HBO

### Épisode 7:Un accent de Baltimore
- États-Unis : 17 février 2008 sur HBO

### Épisode 8:Révélations
- États-Unis : 24 février 2008 sur HBO

### Épisode 9:Dernière édition
- États-Unis : 2 mars 2008 sur HBO

### Épisode 10:La vie des rois
- États-Unis : 9 mars 2008 sur HBO